# ماري أميرة هسن-كاسل
ماري صوفي فريدريكه أميرة هسن-كاسل (28 أكتوبر 1767 - 22 مارس 1852)؛ كانت ملكة الدنمارك والنرويج القرينة بزواجها من فريديريك السادس، وأيضا شغلت منصب الوصية أثناء غياب زوجها في 1814-1815 أثناء حضوره جلسات مؤتمر فيينا.
ماري صوفي هي الابنة الكبرى لـ كارل أمير هسن-كاسل والأمير لويز ابنة فريديريك الخامس ملك الدنمارك، يعتبر والديها من أحفاد جورج الثاني ملك بريطانيا العظمى من بناته على التوالي الأميرة ماري والأميرة لويز، ولدت الأميرة في هاناو في 28 أكتوبر 1767 ولكن نشأت في الدنمارك منذ 1769.
منذ 1784 بعد أن بلغ ولي العهد الدنمارك الأمير فريدريك سن القانونية، واستئناف الوصاية على والده المجنون، أصبح مطلب الزواج مولحاً،      على الرغم من أنها كانت إحدى المرشحين الزواج، إلا أن الديوان الملكي بجوار شقيقته لويز أوغست وزوجها دوق أوغستينبورغ كانوا يخشون من نفوذها ونفوذ والدها الذي لا يحظى بشعبية كبيرة في المستقبل، كان ولي العهد الوصي فريديريك يكره بشدة أن يتأثر باختياره من قبل الديوان، وكان حريصًا على إظهار استقلاليته أمامهم، لهذا تم اختيار ماري كزوجة له كوسيلة لإظهار استقلاليته عن بلاطه، وفي 31 يوليو 1790 في غوتورب، تزوجت الأميرة ماري من ابن خالها الأمير فريديريك الذي كان آنذاك ولي العهد والوصي على الدنمارك والنرويج.
وقد استقبل الشعب هذا الزواج بحماس كبير، حيث كان يُنظر إليها على أنها دنماركية تمامًا وليست أجنبية، وتم الإشارة إليها على أنها ابنة الأمة، تم وصف دخولها الرسمي إلى كوبنهاغن في 14 سبتمبر 1790 بأنه انتصار، وُصِفت ولية العهد ماري بأنها خجولة ومتحفظة، خاصة أنها لم تتقن اللغة الدنماركية بعد، وتم تفسير خجلها على أنه غطرسة، بينما ظلت شقيقة زوجها لويز أوغوستا مركز البلاط الملكي والأكثر شعبية، ولكن بسبب طبيعتها المتحفظة لم تجعلها تحظى بشعبية بين البلاط الأوسع أو بين الشعب وكانت مكروهة لعدم رؤيتها علنًا في كثير من الأحيان بجانب ولي العهد، عندما كان من المتوقع أن تكون كذلك، لأنها كانت تمقت الواجبات التمثيلية، منذ 1805 انتقل الزوجين إلى كيل ليكونا على مقربة من الحدود الدنماركية، وكان من المقرر أن تبقى ماري هناك حتى عام 1809، بحيث استمتعت كثيرًا بالسنوات التي قضتها في كيل.
وفي عام 1808 أصبح فريديريك ملكًا وماري ملكة القرينة، وفي 31 أكتوبر 1809 قامت بدخولها الرسمي الثاني إلى كوبنهاغن، هذه المرة كملكة، وهي المناسبة التي وُصفت بأنها لحظة ظهرت فيها شعبيتها الشخصية بين الشعب، أصبحت ماري مهتمة بالسياسة وعلم الأنساب والتاريخ، لقد بدأت الاهتمام بالسياسة منذ السنوات التي قضتها في كيل، وكانت معارضة لنابليون بونابرت والتحالف مع فرنسا الذي يقوده زوجها، اهتمت ماري أيضًا بالتاريخ والأدب، وأصبحت أكثر معرفة بالدنماركيين الأصليين، وأخيرًا تعلمت اللغة الدنماركية بطلاقة أكبر، واهتمت بالأدب الدنماركي، ومع ذلك كانت معروفة بأنها صارمة فيما يتعلق بالآداب والبروتوكول، أصبحت الملكة ماري وصية على عرش الدنمارك منذ 5 سبتمبر 1814 حتى 1 يونيو 1815، أثناء غياب زوجها في مؤتمر فيينا المنعقد في النمسا، تولت ماري منصبها كوصية بطموح، حيث عبرت عن رأيها بعزم بخصوص قضية النرويجية التي خرجت عن سيطرة الدنماركيين مؤخراً معتذرة بالنيابة عن الملك فريديريك السادس، إلا أنه انتقدت بشدة تصرف كريستيان فريديريك ملك النرويج، رغم أنها أرسلت له سفينة لإجلائه من النرويج وإعادته إلى الدنمارك بعد أن تأزمت الأمور هُناك.
منذ نهاية فترة وصايتها عام 1815 حتى وفاة فريديريك السادس عام 1839، كانت حياتها كملكة هادئة ولم تشارك في الحياة الاجتماعية إلا عند الضرورة للوفاء بواجباتها التمثيلية، لاحقاً قامت برعاية الأمير كريستيان ابن شقيقتها الصغرى لويز كارولين الذي أتت به إلى كوبنهاغن بعد وفاة والده في 1831 مع زوجها، ليكون على مقربة منهما، لاحقاً أصبح الملك كريستيان التاسع في 1863 بعد انقراض الفرع الأكبر.
أثناء الترمل منذ 1839 عاشت حياة سلمية بين فريدريكسبورغ وأمالينبورغ، وحظيت بالاحترام باعتبارها رمز عائلة الحاكمة السابقة، كان يأخذه برأيها عن السياسة خلال حياتها اللاحقة، لكن الصراع بين فروع السلالة التي تسبب بأزمة الخلافة باردة والتمرد في هولشتاين إلى شعورها بحزن وألم، لم تتمكن ماري من فهم الانقسام الناجم عن القومية الناشئة، ولا الصراعات السياسية الناجمة عن مطالب الديمقراطية الناشئة، وكانت مرتبكة بشأن الأفكار الجديدة في ذلك الوقت، وأيضا تأثرت بـ حرب شلسفيغ الأولى.
توفيت ماري في أمالينبورغ في 21 مارس 1852.

## الذرية
أنجبت الملكة 8 أبناء، اثنتين فقط وصلن حتى سن البلوغ، ورغم أنهما تزوجن إلا أن ليس لديهما أبناء، وانقرضت أسرتها مع وفاة أخر ابنة:- 
1. كريستيان ( 22 – 23 سبتمبر 1791).
2. ماري لويز ( 19 نوفمبر 1792 –  12 أكتوبر 1793).
3. كارولين (28 أكتوبر 1793 -  31 مارس 1881)؛ تزوجت من الأمير فرديناند، ليس لديهم أبناء.
4. لويز (21 أغسطس  –  7 ديسمبر 1795)
5. كريستيان (1  –  5 سبتمبر 1797)
6. يوليانا لويز (12  –  23 فبراير 1802)
7. فريدريكه ماري (3 يونيو  –  14 يوليو 1805)
8. فيلهلمين ماري (18 يناير 1808 – 30 مايو 1891)؛ تزوجت أولاً من الأمير فريديريك تطلقت منه في 1838، أصبح لاحقاً الملك فريديريك السابع، وتزوجت ثانيًا من ابن خالتها كارل دوق شلسفيغ-هولشتاين-سوندربورغ-غلوكسبورغ شقيق الأمير كريستيان، ليس لديه أبناء من كلا زوجيها.